# Cordioniscus beroni
Cordioniscus beroni är en kräftdjursart som beskrevs av Albert Vandel 1968. Cordioniscus beroni ingår i släktet Cordioniscus och familjen Styloniscidae. Inga underarter finns listade i Catalogue of Life.